# Nossa Senhora de Coromoto em San Giovanni di Dio (diaconia)
Nossa Senhora de Coromoto em San Giovanni di Dio (em latim, Dominae Nostrae de Coromoto apud S. Ioannem a Deo) é uma diaconia instituída em 25 de maio de 1985, pelo Papa João Paulo II.  A igreja titular deste título é Nostra Signora di Coromoto, no quartiere Gianicolense de Roma.

## Titulares protetores
- Rosalio José Castillo Lara, S.D.B. (1985 - 1996), título pro hac vice (1996 - 2007)
- vacante (2007 - 2012)
- Fernando Filoni (2012 - )